# Plutellinae
Sous-famille
Les Plutellinae sont une sous-famille de lépidoptères appartenant à la famille des Plutellidae et à la super-famille des Yponomeutoidea.

## Liste des genres et espèces
- Araeolepia Walsingham, 1881
  - Araeolepia subfasciella (Walsingham, 1881)
- Ellabella Busck, 1925
  - Ellabella editha (Busck, 1925)
  - Ellabella melanoclista (Meyrick, 1927)
- Eucalantica Busck, 1904
  - Eucalantica polita (Walsingham, 1881)
- Euceratia Walsingham, 1881
  - Euceratia castella (Walsingham, 1881)
  - Euceratia securella (Walsingham, 1881)

- Homadaula Lower, 1899

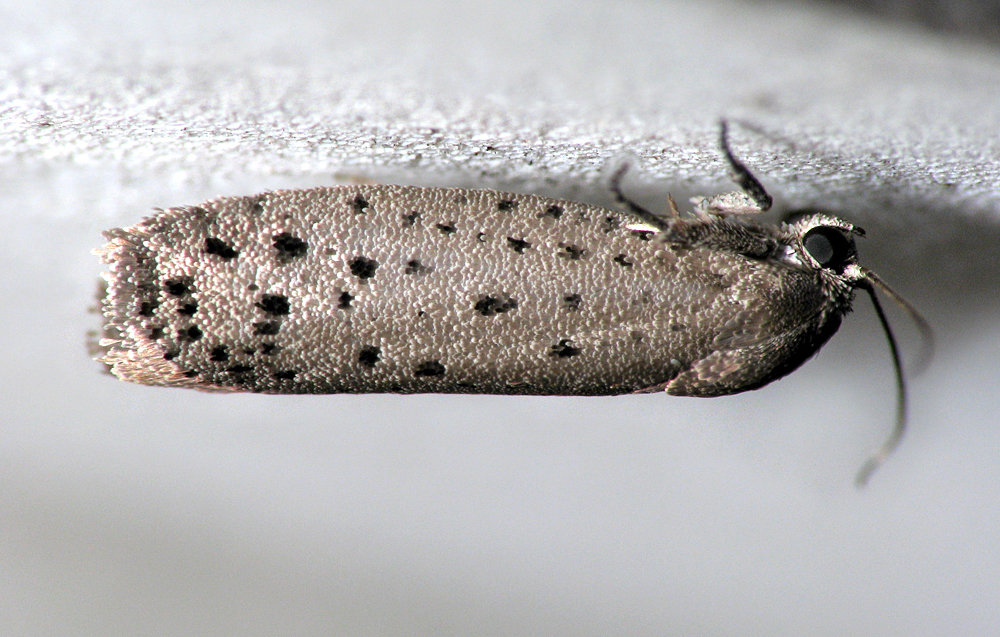
Homadaula anisocentra

  - Homadaula anisocentra (Meyrick, 1922)
- Melitonympha (Meyrick, 1927)
  - Melitonympha heteraula (Meyrick, 1927)
- Pliniaca Busck, 1907
  - Pliniaca bakerella (Busck, 1907)
  - Pliniaca sparsisquamella (Busck, 1907)

- Plutella Schrank, 1802

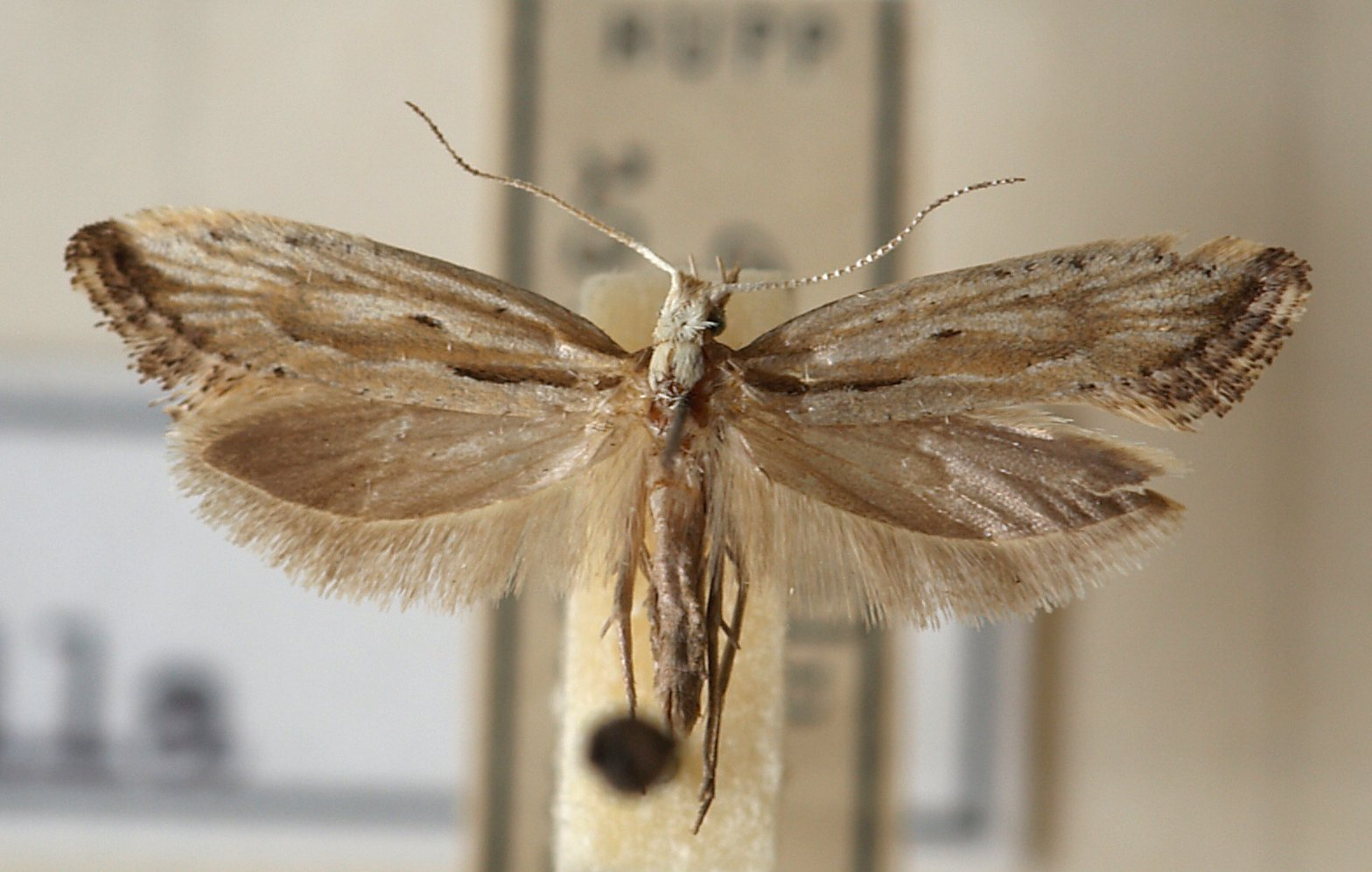
Plutella porrectella

  - Plutella xylostella (Linnaeus, 1758) dans toute l'Europe, l'Asie et l'Australie
  - Plutella hyperboreella (Strand, 1902) dans le nord de l'Europe.
  - Plutella geniatella (Zeller, 1839)
  - Plutella porrectella (Linnaeus, 1758) en Amérique du Nord, Europe et Asie Mineure.
  - Plutella haasi (Staudinger, 1883) dans le nord de l'Europe.
  - Plutella mariae (Rebel, 1923)
  - Plutella polaris (Zeller, 1880)

- Rhigognostis Staudinger, 1857

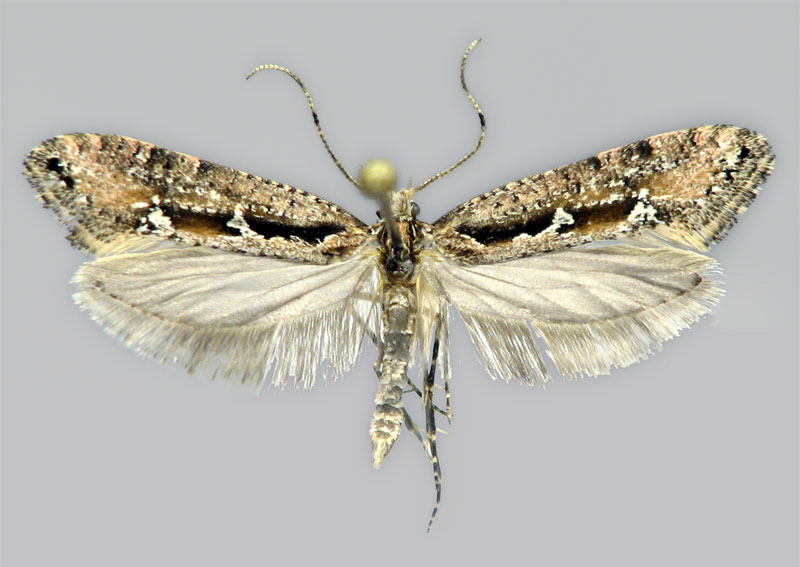
Rhigognostis schmaltzella

  - Rhigognostis annulatella (Curtis, 1832)  dans le sud et le centre de l'Europe.
  - Rhigognostis incarnatella (Steudel, 1873) dans le nord et le centre de l'Europe.
  - Rhigognostis kovacsi (Gozmány, 1952)
  - Rhigognostis kuusamoensis (Kyrki, 1989) dans le nord de l'Europe.
  - Rhigognostis hufnagelii (Zeller, 1839) dans le centre de l'Europe.
  - Rhigognostis schmaltzella (Zetterstedt, 1839) dans le nord de l'Europe.
  - Rhigognostis senilella (Zetterstedt, 1839) de l'Europe au centre de l'Asie et au Japon.
- Lunakia Klimesch, 1941
  - Lunakia alyssella (Klimesch, 1941)
- Eidophasia Stephens, 1842
  - Eidophasia messingiella (Fischer von Röslerstamm, 1840) en Europe et toute la Sibérie.
  - Eidophasia insulella (Walsingham, 1900) en Corse.
  - Eidophasia aereolella (Lhomme, 1949)
  - Eidophasia syenitella (Herrich-Schäffer, 1854) dans le sud de l'Europe.

## Source
- funet